# Chính quyền địa phương
Chính quyền địa phương là một tổ chức hành chính có tư cách pháp nhân được hiến pháp và pháp luật công nhận sự tồn tại vì mục đích quản lý một khu vực nằm trong một quốc gia. Các cán bộ chính quyền địa phương là dân địa phương. Chính quyền địa phương có trách nhiệm cung ứng hàng hóa công cộng (nhiệm vụ chi) cho nhân dân trong địa phương mình và có quyền thu thuế địa phương (nguồn thu).

## Đơn vị chính quyền địa phương
Nói chung ở các quốc gia,đơn vị hành chính dưới trung ương thường gồm một vài cấp. Vì thế, chính quyền địa phương cũng có thể có nhiều cấp.

### Chính quyền địa phương cấp cơ sở
Đây là chính quyền gần dân nhất, quản lý đơn vị hành chính cấp bé nhất.

### Chính quyền địa phương cấp trung gian
Đây là chính quyền của đơn vị hành chính cấp trung gian hay cấp khu vực, vùng; nghĩa là dưới trung ương và trên địa phương cấp cơ sở. Địa phương cấp trung gian được hình thành trên cơ sở một tập hợp nhiều địa phương cấp cơ sở. Có thể có hơn một cấp trung gian.

## Một số mô hình

### Mô hình phân quyền

#### Khái niệm
Phân quyền là sự phân giao quyền hạn, nhiệm vụ, phương tiện vật chất, tài chính, nhân sự cho chính quyền địa phương; các đơn vị chính quyền địa phương trở thành những đơn vị tự quản, có ngân sách riêng; được tự chủ quyết định các vấn đề thuộc quyền lợi địa phương, trong khuôn khổ pháp luật của Nhà nước trung ương; chịu sự kiểm soát, giám sát của Nhà nước, của Chính phủ và các bộ trưởng những không theo chế độ giám hộ.

#### Đặc điểm
Chính quyền địa phương không trực thuộc và không chịu sự bảo trợ của cấp trên. Các hội đồng địa phương bầu ra cơ quan chấp hành, thực hiện các quyết định của hội đồng nhân dân địa phương và của cơ quan hành chính nhà nước cấp trên. Quốc gia điển hình: Anh, Mỹ, Canada.
Mô hình phân quyền có ưu điểm: Bảo vệ và phát triển quyền lợi, nhu cầu của địa phương; Chính sách ban hành phù hợp với đặc thù của địa phương; Thúc đẩy dân chủ, khuyến khích người dân tham gia vào công việc của địa phương; Giảm bớt gánh nặng cho chính quyền trung ương để chính quyền trung ương tập trung vào công việc mang tầm chiến lược, quan trọng.
Tuy nhiên, nó cung có những hạn chế: Các nhà chức trách địa phương do dân bầu có thể không đủ khả năng chuyên môn đảm đương công việc; Trung ương kiểm soát lỏng lẻo có thể dẫn đến lạm chi công quỹ, sử dụng ngân sách địa phương không hiệu quả; Có thể xảy ra cục bộ địa phương, chú trọng quyền lợi địa phương, sao nhãng quyền lợi quốc gia. Nguy cơ cát cứ trong nội bộ quốc gia.

### Mô hình tản quyền

#### Khái niệm
Mô hình tản quyền là hình thức tổ chức nhà nước theo đó chính quyền trung ương chuyển giao một phần quyền lực của mình cho chính quyền địa phương và bổ nhiệm các công chức địa phương đại diện cho cơ quan trung ương thực hiện việc quản lý, điều hành công việc tại địa phương, chịu trách nhiệm trước cơ quan trung ương. Quốc gia điển hình: Pháp

#### Đặc điểm
Có cơ quan của Chính phủ trung ương đặt tại địa phương, bên cạnh Hội đồng địa phương và cơ quan chấp hành của Hội đồng địa phương. Cơ quan trung ương đặt tại địa phương thực hiện chức năng, nhiệm vụ của chính quyền trung ương. Cơ quan quản lý hành chính địa phương thực hiện chức năng, nhiệm vụ do chính quyền địa phương quy định.
Mô hình này có ưu điểm: Đơn giản hóa tổ chức và điều hành của bộ máy trung ương, tăng hiệu quả của bộ máy địa phương. Địa phương gánh vác công việc đỡ trung ương, tạo điều kiện để chính quyền trung ương giải quyết các công việc chiến lược quốc gia. Tạo được uy tín của trung ương đối với nhân dân địa phương. Các nhà chức trách sát dân hơn, có thể dung hòa lợi ích giữa trung ương và địa phương.
Bên cạnh đó nó cũng có một số hạn chế: Địa phương vẫn lệ thuộc vào trung ương nên không có đủ quyền lực để bảo vệ triệt để quyền lợi địa phương. Nếu trung ương kiểm soát lỏng lẻo sẽ làm cho cho các nhà chức trách địa phương lạm quyền, dẫn đến khác biệt sâu sắc giữa các địa phương với nhau.

### Mô hình tập quyền

#### Khái niệm
Mô hình tập quyền là hình thức tổ chức theo đó mọi quyền lực tập trung ở trung ương, chính quyền trung ương quyết định và điều hành mọi công việc quốc gia. Quốc gia điển hình: Cu Ba, Oman, Iran.

#### Đặc điểm
Tất cả quyền lực tập trung ở trung ương, địa phương gần như không có quyền. Trung ương quyết định và điều hành công việc của cả trung ương và địa phương.
Về ưu điểm, Bộ máy trung ương đại diện và bệnh vực cho quyền lợi quốc gia, không bị ảnh hưởng bởi quyền lợi địa phương, không có bè phái, mâu thuẫn giữa trung ương và địa phương. Thống nhất quản lý trên toàn lãnh thổ quốc gia, kiểm soát chính quyền địa phương. Phối hợp được hoạt động của địa phương ở tầm chiến lược, dung hòa quyền lợi giữa các địa phương. Khả năng huy động được đầy đủ các phương tiện hoạt động về mặt tài chính, kỹ thuật, nhân sự. Thích hợp để bảo vệ quyền lợi tối cao của Tổ quốc trong trường hợp nguy biến và tránh xung đột quyền lợi giữa các địa phương.
Về hạn chế, cơ quan trung ương ít hiểu biết đặc điểm của mỗi địa phương, khó kịp thời nắm bắt tình hình địa phương. Chính sách trung ương ban hành có thể không khả thi ở địa phương hoặc không được người dân địa phương ủng hộ. Bộ máy trung ương cồng kềnh, nhiều tầng nấc, nguy cơ quá tải và không giải quyết kịp thời mọi vấn đề của địa phương. Ít tạo điều kiện để phát huy dân chủ, tính tự quản và sáng tạo của địa phương.

## Việt Nam
Xem bài chính về Chính quyền địa phương ở Việt Nam
Chính quyền địa phương ở Việt Nam được gọi là Ủy ban Nhân dân, bao gồm các cấp tỉnh, cấp huyện và cấp xã. Người đứng đầu chính quyền địa phương là Chủ tịch Ủy ban Nhân dân. Về danh nghĩa, chức vụ này do Hội đồng Nhân dân cùng cấp bầu ra bằng hình thức bỏ phiếu kín. Thông thường, Chủ tịch Ủy ban Nhân dân sẽ đồng thời là Phó Bí thư Đảng ủy Đảng Cộng sản Việt Nam của địa phương. Chủ tịch Ủy ban Nhân dân hai thành phố trực thuộc trung ương lớn là Hà Nội và Thành phố Hồ Chí Minh đồng thời sẽ là Ủy viên Ban Chấp hành Trung ương Đảng Cộng sản Việt Nam. Các cơ quan của chính quyền địa phương cấp huyện là các phòng (Phòng Giáo dục, Phòng Tài chính,...), của chính quyền cấp tỉnh là các sở (Sở Giáo dục, Sở Tài chính,...). Trách nhiệm cũng như quyền hạn về thuế của chính quyền địa phương các cấp từng được xác định khá rõ ràng thông qua Luật Ngân sách Nhà nước 1996, song trở nên thiếu rõ ràng trong Luật Ngân sách Nhà nước 2002 (chỉ quy định chung cho toàn bộ khối địa phương đại diện là chính quyền tỉnh, còn cụ thể từng cấp địa phương có trách nhiệm và quyền gì thì để cho chính quyền tỉnh quyết định).

## Đức
Hệ thống chính quyền địa phương ở CHLB Đức được quy định trong Đạo Luật cơ bản năm 1949 và sau đó phát triển thành Hiến pháp năm 1990. Trong đó, quyền tự chủ địa phương của thành phố được bảo đảm tại Điều 28, khoản 2 của Luật cơ bản và các quy định tương ứng của hiến pháp các tiểu bang.
Huyện, thị xã và thành phố là những đơn vị hành chính được quy định trong hiến pháp của Bang điều hành chính quyền địa phương trong phạm vi Bang. Mỗi Bang có quyền xác định cơ chế quản lý, phân phối chức năng, và luật lệ bầu cử liên quan đến các huyện và thành phố. Sự linh hoạt này đã dẫn đến sự thay đổi đáng kể về chức năng giữa các bang trong các vấn đề liên quan đến cuộc bầu cử thị trưởng và quan chức cấp cao và phân chia quyền lực và trách nhiệm.
Chính quyền Bang chia sẻ trách nhiệm với thành phố và huyện trong việc chịu trách nhiệm cung cấp một loạt các dịch vụ. Nhiệm vụ của chính quyền địa phương một mặt được phân chia giữa các huyện, các thị trấn và thành phố, mặt khác được phân chia theo nguyên tắc một số dịch vụ mà không thể được cung cấp bởi các đô thị chủ yếu sẽ được cung cấp bởi các huyện cấp cao hơn. Ví dụ, nếu việc xây dựng và duy trì một cơ sở xử lý chất thải vượt quá khả năng tài chính của một đô thị riêng biệt, huyện có thể giao nhiệm vụ này cho tất cả các thành phố thuộc địa bàn huyện.
Đơn vị hành chính tự quản địa phương ở CHLB Đức gồm có xã và liên xã. Hiện nay CHLB Đức có khoảng 14.619 xã. Liên xã ở CHLB Đức là khái niệm chỉ hình thức liên kết giữa một số xã có quy mô nhỏ. Trong khuôn khổ pháp luật, xã có nghĩa vụ và quyền điều hành công việc của mình theo tinh thần tự chịu trách nhiệm. Xã có quyền khiếu kiện trước các tòa án có thẩm quyền về những sự can thiệp trái pháp luật và những cản trở đối với quyền tự quản của mình. Các xã, liên xã có biểu tượng riêng, có cờ và con dấu công vụ.
Cơ cấu tổ chức chính quyền tự quản xã, liên xã ở CHLB Đức bao gồm: Hội đồng, Xã trưởng và các phòng ban chuyên môn. Hội đồng xã, liên xã được nhân dân địa phương bầu. Số lượng thành viên của Hội đồng xã phụ thuộc vào số dân của xã, có nhiệm kỳ 5 năm. Nhiệm vụ của Hội đồng xã là: quyết định phương hướng, nhiệm vụ phát triển kinh tế - xã hội và nâng cao phúc lợi cho nhân dân địa phương; quyết định ngân sách và quyết toán hằng năm, quy định về thuế và bảo đảm nguồn tài chính cho địa phương; ban hành điều lệ, quy chế pháp lý của xã; bầu xã trưởng, sa thải cán bộ, công chức; quy định việc thành lập các cơ quan công quyền và Ban hành quy chế hoạt động cho Hội đồng xã. Quyền hạn của Hội đồng xã là giám sát đối với hoạt động của xã.
Xã trưởng được Hội đồng xã bầu ngoại trừ một số xã dân bầu trực tiếp xã trưởng với nhiệm kỳ từ 6 đến 12 năm, tùy thuộc vào quy chế của từng xã. Xã trưởng là người lãnh đạo bộ máy hành chính xã, có quyền trực tiếp quyết định những vấn đề có tính cấp bách của xã; chuẩn bị và thực hiện các Nghị quyết của Hội đồng xã; đại diện pháp lý cho xã về đối ngoại; điều hành công việc của các phòng ban chuyên môn thuộc cơ quan hành chính xã.
Các phòng ban chuyên môn có số lượng khác nhau tùy thuộc vào quy chế của từng xã. Cơ cấu thành phần các phòng ban chuyên môn do Hội đồng xã quyết định. Trưởng phòng và nhân viên các phòng ban chuyên môn do Xã trưởng bổ nhiệm. Hoạt động của các phòng ban chuyên môn khá đa dạng về nhiều lĩnh vực như: xây dựng, nhà đất, an ninh, giáo dục, thuế, thống kê, pháp luật, an sinh xã hội.

## Indonesia
Chính quyền địa phương Indonesia gồm có cấp tỉnh (vùng I), cấp huyện, quận (vùng II), cấp xã (cấp xã, phường) và cấp thôn. Ba cấp đầu thì tổ chức tương tự như hệ thống CQĐP Việt Nam. Tuy nhiên, cấp thôn ở Indonesia là một cấp chính quyền độc lập trong hệ thống CQĐP.
Indonesia có sự kết hợp giữa cơ chế bầu cử và bổ nhiệm trong việc thiết lập bộ máy CQĐP, nhất là đối với các chức vụ chủ chốt trong bộ máy hành chính. Tuy có sự kết hợp, song thực tế cơ chế bổ nhiệm đóng vai trò chi phối. Ở chính quyền cấp tỉnh, có Thống đốc; cơ quan hành chính tỉnh và hội đồng đại diện tỉnh. Thống đốc là người đứng đầu một tỉnh và đồng thời cũng là đại diện cho Tổng thống ở địa phương, có bộ máy công chức địa phương giúp việc bên cạnh cơ quan hành chính tỉnh. Hai cơ quan này phối hợp với nhau trong việc ban hành luật lệ của địa phương và ngân sách của tỉnh. Hội đồng đại diện tỉnh đóng vai trò quyết nghị. Nét đặc trưng của chính quyền cấp tỉnh, cấp huyện của Indonesia là bên cạnh các cơ quan ban ngành cấp tỉnh còn có cơ quan đại diện của các Bộ ở cấp trung ương đặt tại địa phương. Riêng chính quyền cấp xã ở Indonesia không có cơ chế tự trị. Chính quyền cấp này là cơ quan hành chính cấp dưới của quận, huyện hay thành phố. Trưởng phường, xã là người đứng đầu của phường, xã. Tại cấp này cũng không có Hội đồng đại diện nhưng vẫn có các chi nhánh đại diện một số bộ của chính quyền trung ương đặt tại đây. Riêng ở cấp thôn, hệ thống chính quyền cũng được tổ chức gần như cấp xã nhưng không đặt cơ quan đại diện của các Bộ Trung ương.

## Mỹ
Có nhiều bang phân chia để quản lý

## Nhật Bản
Xem bài chính về Chính quyền địa phương ở Nhật Bản
Chính quyền địa phương ở Nhật Bản bắt đầu hình thành từ thời kỳ Minh Trị duy tân gồm hai cấp. Cấp cơ sở là chính quyền các hạt và cấp trung gian là chính quyền các tỉnh. Hiện có 1820 đơn vị chính quyền hạt và 47 đơn vị chính quyền tỉnh. Sau Chiến tranh thế giới thứ hai, các chính quyền địa phương ở Nhật Bản trở nên có quyền tự chủ khá cao. Trách nhiệm và quyền hạn của họ được pháp luật quy định rõ. Địa phương có quy mô dân số càng lớn thì trách nhiệm được phân công càng nhiều. Gần đây, Nhật Bản đẩy mạnh phân quyền cho địa phương. Các chính quyền địa phương càng được trao thêm nhiều trách nhiệm và có thêm nhiều quyền hạn. Các địa phương cấp hạt được khuyến khích sáp nhập với nhau.

## Pháp
Chính quyền địa phương của Pháp:
Nước Pháp chia quốc gia thành các đơn vị hành chính lãnh thổ theo hệ thống thứ bậc: vùng, tỉnh, xã và các đơn vị hành chính lãnh thổ. Các đơn vị hành chính lãnh thổ đều thiết lập chính quyền địa phương (CQĐP) theo hình thức tự quản thông qua Hội đồng đại diện, đồng thời có sự giám sát của chính quyền trung ương theo hình thức tản quyền.
Hình thức thực hiện quyền tự quản địa phương: Điều 72 Hiến pháp (sửa đổi năm 2003) quy định các đơn vị hành chính lãnh thổ "hoạt động theo nguyên tắc tự quản thông qua các Hội đồng dân cử". Người dân được quyền bầu ra Hội đồng – là cơ quan tự quản địa phương với nhiệm kỳ 6 năm. Được tham khảo ý kiến và tham gia các cuộc trưng cầu dân ý liên quan đến các vấn đề quan trọng của địa phương, quyết định chỉ hợp lệ khi có hơn 50% số cử tri có tên trong danh sách bỏ phiếu tán thành.
Thẩm quyền tự quản: CQĐP hoạt động theo cơ chế phân quyền, CQĐP cấp dưới không chịu sự chỉ đạo trực tiếp từ CQĐP cấp trên. Mỗi cấp sẽ độc lập trong thực thi chức năng, nhiệm vụ của mình. Ví dụ: vùng có thẩm quyền xây dựng kế hoạch phát triển kinh tế của vùng; hỗ trợ phát triển kinh tế, thông qua các hình thức trợ cấp trực tiếp hoặc gián tiếp cho doanh nghiệp; xây dựng kế hoạch phát triển đào tạo nghề trong vùng…
Tỉnh có trách nhiệm thực hiện các hoạt động an sinh xã hội; quản lý trường cấp 2; quản lý đường giao thông tỉnh. Trong đó, tỉnh và vùng phối hợp với nhau thực hiện các nhiệm vụ về thể thao, văn hóa, du lịch, ngôn ngữ, giáo dục phổ thông. Cấp xã có trách nhiệm thực hiện các dịch vụ xã hội như: nhà trẻ, nhà ở cho người già, trường mẫu giáo và trường tiểu học, đường giao thông xã. CQĐP được quyền tự chủ về tài chính, được sử dụng các nguồn thu phục vụ cho các hoạt động trên địa bàn lãnh thổ.
Cơ chế kiểm tra, giám sát: Điều 72 Hiến pháp (sửa đổi năm 2003) quy định: "Trong các đơn vị hành chính lãnh thổ, đại diện của Nhà nước, đại diện của các thành viên Chính phủ chịu trách nhiệm bảo đảm cho lợi ích quốc gia, kiểm tra về mặt hành chính và bảo đảm sự tuân thủ pháp luật".
Chính quyền trung ương bổ nhiệm vùng trưởng, tỉnh trưởng cùng thiết chế giúp việc cho vùng trưởng, tỉnh trưởng để thực hiện quyền giám sát đối với hoạt động của Hội đồng vùng, Hội đồng tỉnh. CQĐP có nghĩa vụ nộp cho vùng trưởng, tỉnh trưởng những nghị quyết của Hội đồng địa phương, quyết định quy phạm do CQĐP ban hành. Vùng trưởng, tỉnh trưởng có quyền chuyển cho Tòa án hành chính xem xét, xử lý các quyết định hành chính của địa phương nếu có căn cứ cho rằng các quyết định đó trái pháp luật.

## Philippines
Hệ thống chính quyền địa phương ở Philippines gồm tỉnh, thành phố, khu tự trị và phường, xã.
Tỉnh là đơn vị hành chính và chính trị lớn nhất trong cơ cấu CQĐP. Tỉnh bao gồm các khu tự trị và các thành phố hợp thành. Tỉnh có chức năng phát triển và giám sát, gồm giám sát các khu tự trị, các mối liên hệ có tính nguyên tắc giữa CQĐP và Trung ương, các viên chức được bổ nhiệm trong tỉnh.
Thành phố đóng trên địa bàn tỉnh, trực thuộc tỉnh về địa lý nhưng không chịu sự kiểm soát hành chính của tỉnh. Tiêu chí để xếp hạng thành phố là phải đô thị hóa cao dựa trên đánh giá việc đạt hay không đạt các chỉ tiêu về dân số, thu nhập… Hoạt động của chính quyền thành phố hướng tới việc cung cấp và điều phối thường xuyên và trực tiếp các dịch vụ cơ bản trong phạm vi thẩm quyền của mình.
Khu tự trị là cấp tiếp theo của hệ thống hành chính địa phương, gồm một nhóm các xã. Tuy khu tự trị là các cộng đồng phát triển và đô thị hóa thấp hơn các thành phố, nhưng cơ cấu chính quyền thì giống nhau. Hoạt động định hướng vào việc cung cấp và điều phối thường xuyên và trực tiếp các dịch vụ cơ bản trong  phạm vi lãnh thổ của khu tự trị.
Xã, phường, thị trấn là chính quyền cơ sở của CQĐP, quản lý các gia đình và dân cư thực hiện các công việc của cộng đồng, các dự án công cộng như bảo vệ môi trường, các chương trình nhằm giảm tỷ lệ tội phạm hoặc tình trạng thanh thiếu niên phạm tội, liên kết các lợi ích của cộng đồng dân cư.

## Thái Lan
Có ba cấp chính quyền địa phương ở Thái Lan tương ứng với ba cấp đơn vị hành chính địa phương là tỉnh (changwat), huyện (amphoe hoặc king amphoe), và xã (tambon). Người đứng đầu chính quyền địa phương là tỉnh trưởng, huyện trưởng và xã trưởng. Xã trưởng được quyết định bằng hình thức bầu cử phổ thông. Ứng cử viên là các trưởng thôn (một xã trung bình có khoảng ba thôn). Các cán bộ khác của chính quyền xã gồm các trưởng thôn còn lại, một nhân viên y tế xã và một giáo viên tiểu học do xã trưởng quyết định. Còn tỉnh trưởng và huyện trưởng đều do Bộ Nội vụ bổ nhiệm. Huyện trưởng còn được xem là nhân viên cấp dưới của tỉnh trưởng. Các chính quyền địa phương ở Thái Lan, đặc biệt là chính quyền xã, được phân công tương đối ít quyền hạn.
Có hai ngoại lệ. Bangkok vốn là một tỉnh, nhưng được nâng lên làm khu hành chính thủ đô và Phuket, một thành phố cấp huyện. Chính quyền Bangkok và chính quyền Phuket được phân công nhiều quyền hạn hơn các chính quyền địa phương đồng cấp. Thị trưởng Khu Hành chính Thủ đô Bangkok và Thị trưởng thành phố Phuket được quyết định bằng hình thức bầu cử phổ thông.

## Trung Quốc
Mặc dù Trung Quốc là một quốc gia có thể chế hành chính đơn nhất, song cũng có nhiều quan điểm cho rằng Trung Quốc theo thể chế hành chính liên bang trên thực tế (de facto) bởi lẽ từ khi cải cách kinh tế, chính quyền các tỉnh được tự do hơn trong thiết kế và thực hiện các chính sách của mình miễn là đáp ứng được các mục tiêu mà chính quyền trung ương đề ra. Chính quyền tỉnh (省 shěng) là chính quyền địa phương cấp gần trung ương nhất ở Trung Quốc. Còn chính quyền hương, trấn (镇 zhèn, 乡 xiāng)là chính quyền địa phương gần dân nhất. Chính quyền hương, trấn cũng được phân công nhiều trách nhiệm và quyền hạn, mà một trong những trách nhiệm quan trọng là thành lập và vận hành các xí nghiệp hương trấn- doanh nghiệp nhà nước do hương, trấn quản lý- rất nổi tiếng. Giữa hai cấp chính quyền địa phương này còn hai cấp nữa lần lượt từ gần trung ương xuống gần dân là địa (地 dì) và huyện (县 xiàn).